# 프레오브라젠스카야 플로샤디역
프레오브라젠스카야 플로샤디 역(러시아어: Преображе́нская пло́щадь)은 러시아 모스크바 시에 있는 모스크바 지하철 소콜니체스카야 선의 역이다. 1990년에 개장했다.

## 역사
프레오브라젠스카야 플로샤디 역은 1965년 12월 31일에 개통되었다. 역의 이름은 인근에 있는 프레오브라젠스카야 광장에서 따온 것이다. 1990년 새 역들이 개통되기 전까지 기점역 구실을 해왔다. 2009년 12월 노후화된 시설이나 내부장식을 수리하기 위해 내부공사에 들어갔으며, 2010년 3월 내부공사를 마치고 재개장했다.

## 지리
프레오브라젠스카야 플로샤디 역은 프레오브라젠스카야 광장, 프레오브라젠스키 발, 볼샤야 체르키좁스카야, 크라스노보가티르스카야 거리로 통한다.